# Tordo-de-faces-cinzentas
O tordo-de-faces-cinzentas (Catharus minimus) é um tordo de tamanho médio. Essa espécie mede de 15 a 17 cm de comprimento e tem o padrão de asa inferior branco-escuro-branco característico dos tordos do gênero Catharus. É membro de um grupo unido de espécies migratórias, juntamente com o sabiá-norte-americano e o  tordo-de-Bicknell; forma um par de espécies crípticas com este último. O tordo-de-faces-cinzentas é praticamente indistinguível do tordo-de-Bicknell, exceto por seu tamanho ligeiramente maior e canto diferente. Os dois eram anteriormente considerados conspecíficos. De todos os tordos-pintados americanos, o tordo-de-faces-cinzentas tem a área de reprodução mais ao norte.

## Descrição

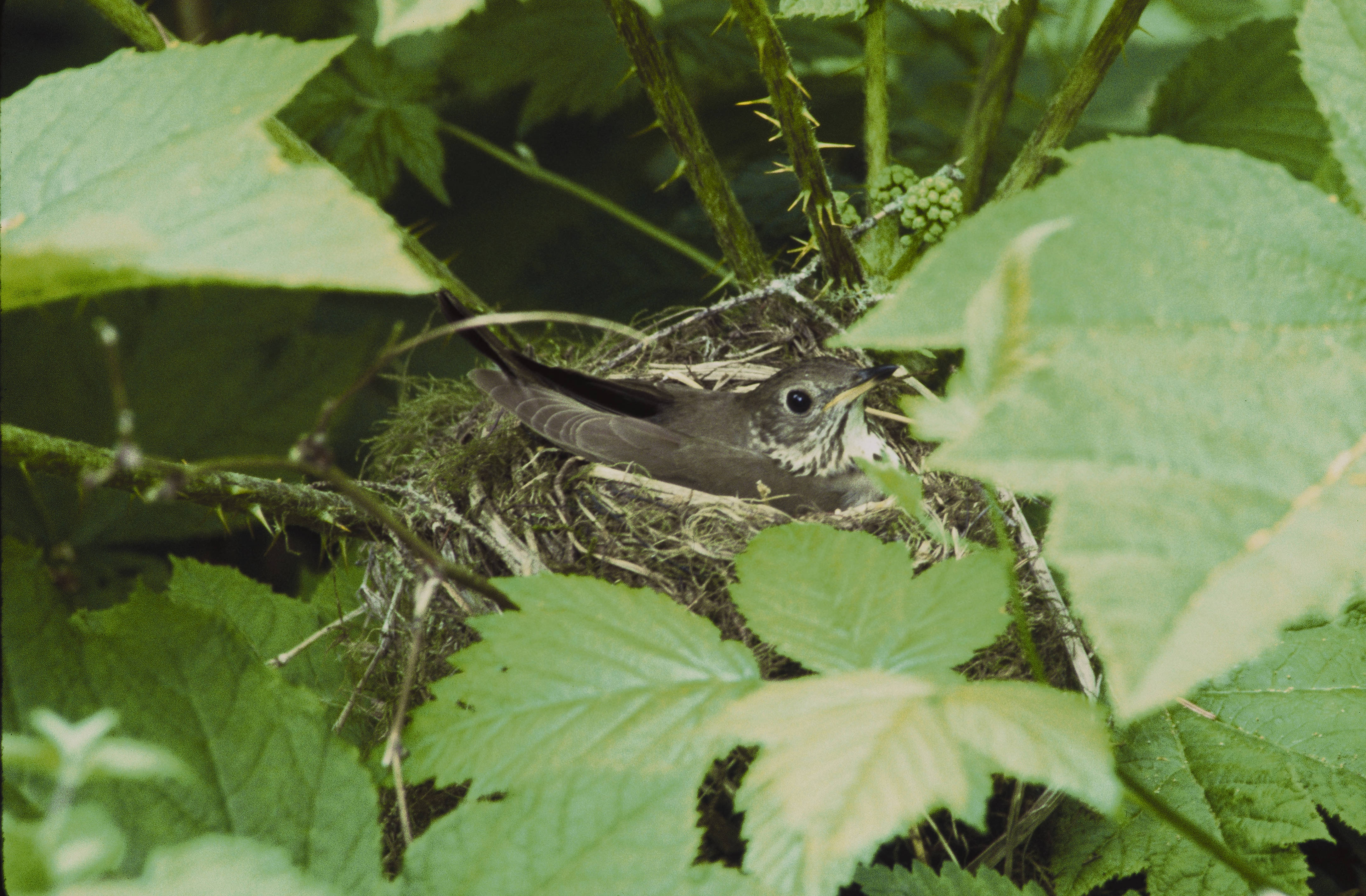
Tordo-de-faces-cinzentas em um ninho.

O tordo-de-faces-cinzentas é um pouco maior do que os outros tordos do gênero Catharus, com cerca de 16 a 17 cm e altura e pesando entre 26 e 30 g. A envergadura varia de 32 a 34 cm. A ave pode ser identificada por sua face acinzentada, olhos parcialmente pálidos, parte superior marrom-acinzentada e flancos extensamente escuros. A área entre o olho e o bico também é acinzentada, mas a área que vai do bico até acima do olho é branca-acinzentada. O tordo-de-faces-cinzentas é quase idêntico ao tordo-de-Bicknell.

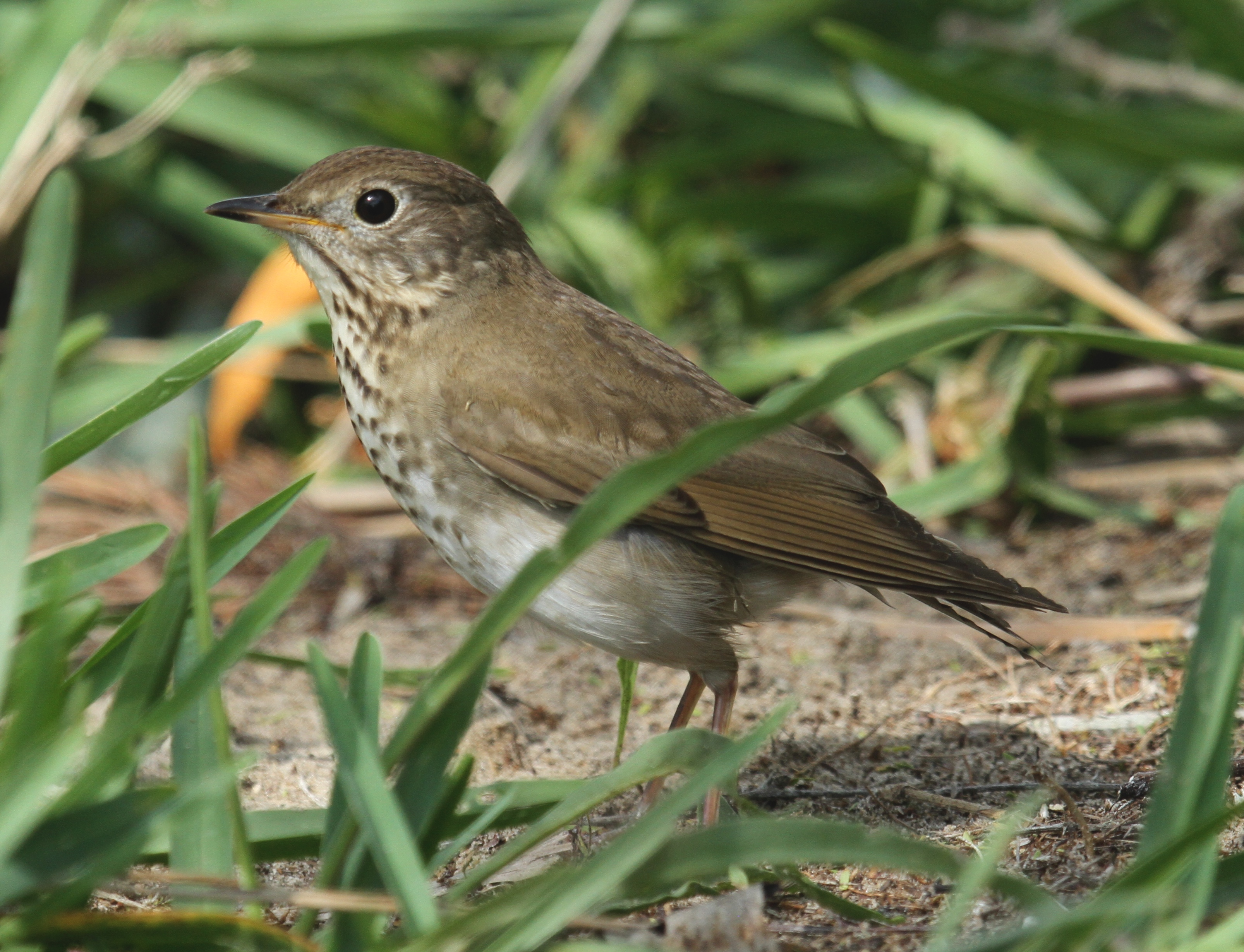
South Padre Island - Texas.

Há duas subespécies: o Catharus minimus alicia e a subespécie nomeada, o Catharus minimus minimus. O C. m. minimus pode ser distinguido por sua coloração geral mais marrom e pela cor mais clara no peito em comparação com o C. m. alicia. O C. m. minimus também tem uma extensa área amarela mais brilhante na base da parte inferior do bico. O C. m. alicia tem uma parte superior oliva-acinzentada (enquanto o C. m. minimus tem uma parte superior oliva-acastanhada) e flancos, um peito creme levemente lavado e uma parte inferior do bico mais opaca.

## Taxonomia
Além de ser quase idêntico fisicamente, o tordo-de-faces-cinzentas é uma espécie irmã do tordo-de-Bicknell (Catharus bicknelli). A divergência entre as duas espécies é muito recente, já que apenas uma pequena divergência genética as separa. O Dr. Henri Ouellet foi o primeiro a propor a separação entre o tordo-de-Bicknell e o tordo-de-faces-cinzentas em 1996.

## Habitat e distribuição
O tordo-de-faces-cinzentas é uma espécie migrante de longa distância, com uma migração média de 300 km. Acredita-se que ele passe o inverno na bacia amazônica e atravesse o Mar do Caribe e o Golfo do México durante a migração da primavera.
Elas estão presentes em seu local de reprodução de maio a agosto. Sua área de reprodução inclui as florestas boreais do norte, de Terra Nova ao Alasca, na América do Norte, e ao longo do Mar de Bering até o leste da Sibéria, associadas a densas florestas de coníferas e arbustos de folhas largas. O C. minimus permanece incomum a raro na maioria das regiões da América do Norte, mas pode ser avistado em qualquer habitat arborizado. A área de reprodução se estende para o norte da linha das árvores, para os leitos baixos de salgueiros e amieiros do Ártico. Os tordos-de-faces-cinzentas preferem bosques baixos de coníferas, incluindo florestas jovens em regeneração, florestas antigas de dossel aberto com um crescimento denso de arbustos e pequenas coníferas no sub-bosque, e abetos densos e atrofiados em locais soprados pelo vento e perto da linha das árvores.
As subespécies de C. minimus também são separadas por suas diferentes áreas de reprodução: O C. m. alicia se reproduz de Labrador, a oeste, até a Sibéria, e o C. m. minimus se reproduz na ilha de Terra Nova e possivelmente em partes adjacentes da costa sul de Labrador.

## Comportamento

### Vocalizações
As vocalizações do tordo-de-faces-cinzentas são a maneira mais confiável de identificá-lo, em comparação com o tordo-de-Bicknell. Ele tem um canto complexo de notas semelhantes a flauta, geralmente com inflexão para baixo no final. O canto se assemelha a uma espiral descendente como o sabiá-norte-americano (Catharus fuscescens), mas mais alto, mais fino e nasal com pausas gaguejantes: "ch-ch zreeew zi-zi-zreeee zizreeew". O canto de voo é um “queer” alto, penetrante e nasal. É mais provável ouvir seu canto de voo noturno durante a migração na primavera e no outono do que observar a espécie no solo. O canto de voo noturno é um “whe-eer” de uma ou duas notas que diminui de tom.

### Dieta
O C. minimus consome principalmente insetos, como besouros, gorgulhos, formigas, vespas e lagartas, além de aracnídeos e frutos silvestres (cerejas silvestres, amoras e framboesas). Ele também se alimenta de lagostins, tatus-bola e minhocas.
Seus hábitos de comer frutos silvestres contribuem para a dispersão das sementes.

### Reprodução
O C. minimus apresenta comportamento reservado durante a época de reprodução, e os pares de ninhos raramente são encontrados em altas densidades, pois seus territórios são bem espaçados. Eles constroem seus ninhos no chão ou em arbustos baixos, normalmente com menos de 2 metros de altura. As fêmeas constroem o ninho com gramíneas secas misturadas com uma camada de lama de suporte. Há apenas uma ninhada por estação, embora eles coloquem uma segunda ninhada se o primeiro ninho falhar no início da estação.
Há uma média de 4 ovos por ninho, mas pode variar entre 3 e 5 ovos. A fêmea incuba os ovos por 13 a 14 dias. Os ovos são azul-esverdeados, marcados com pontos marrons claros e de formato oval. Os filhotes aprendem a voar de 11 a 13 dias após a eclosão e ambos os pais cuidam dos filhotes. Os indivíduos se reproduzem com um ano de idade e são presumivelmente monogâmicos.